# Bendidias

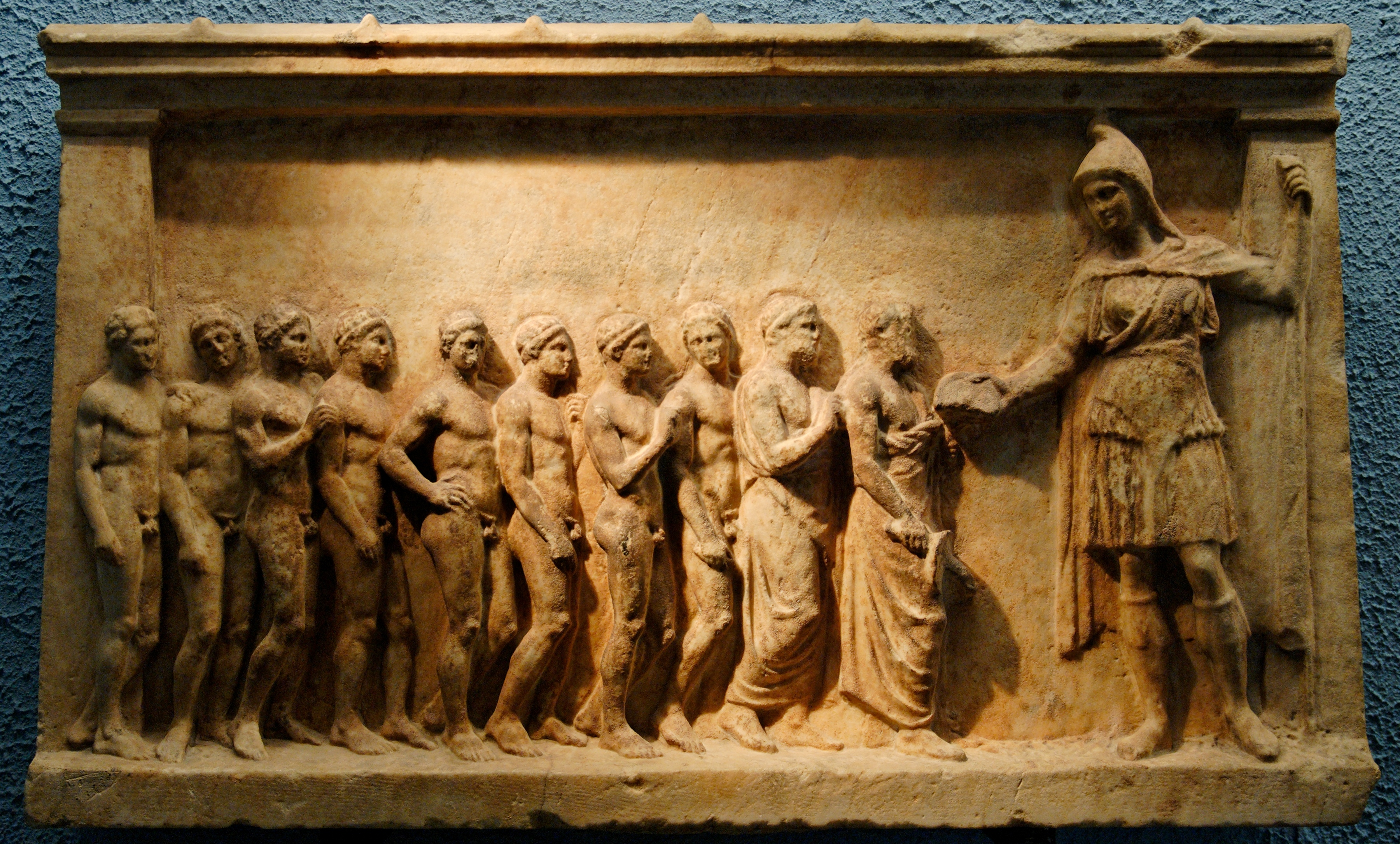
Relieve votivo donde la diosa Bendis, con gorro frigio y mayor tamaño que sus adoradores, ocho jinetes y dos oficiales. La antorcha en manos del primer oficial demuestra que estos atletas formaban parte de un equipo de relevos de antorcha.

Las Bendidias, Bendideas o Bendideia fue una antigua fiesta religiosa celebrada en Atenas en honor a Bendis, una diosa tracia a quien los griegos habían identificado con Artemisa.
Se celebraba el día 19 del mes de targelión (Thargelion, a finales de mayo en el calendario gregoriano) y se introdujo en el 429 a. C. La fiesta tenía lugar en El Pireo. Era raro que la Antigua Atenas permitiera a los residentes extranjeros de la ciudad adorar a sus propios dioses; el culto de Bendis y las Bendidias fueron una de las pocas excepciones, impulsadas por la importancia estratégica de Tracia para Atenas al comienzo de la guerra del Peloponeso. Con motivo de tres epidemias que asolaron el país en 445, 430 y 420 a. C., quedaría desde entonces constituida como fiesta oficial.
Las Bendidias comenzaban con una procesión hasta el santuario de Bendis (Bendideo o Bendideion), el templo griego de la diosa. Los adoradores que venían de Atenas procesionaban desde el Pritaneo (Prytaneion), mientras que los adoradores tracios de Bendis en el Pireo organizaban una procesión separada, posiblemente organizada para que se uniera al contingente ateniense antes de que llegaran al santuario. La procesión de Atenas, a unos 10 km del santuario, estaba provista de guirnaldas, esponjas y palanganas para lavarse. Posteriormente, los celebrantes comían en el recinto del santuario. 
Después del anochecer, se celebraba una carrera de relevos a caballo, con los jinetes pasándose antorchas (lampededromía). Esta carrera de caballos era una característica tracia del festival, ya que estas carreras, en las fiestas atenienses generalmente se realizaban a pie. Los tracios eran famosos por su dominio de la equitación, aunque se desconoce si también se llevaron a cabo carreras similares en Tracia. La carrera de caballos era seguida por una velada sagrada que duraba toda la noche, cuyos ritos, posiblemente, fuesen parecidos a los de las fiestas Dionisias, aunque se desconocen los detalles precisos del resto de la fiesta.

## Platón
Conocemos algunos detalles de estas fiestas a través de Platón que relata la visita de Sócrates al Pireo en la época de la primera celebración de las Bendidias:

Acompañado de Glaucón, el hijo de Aristón, bajé ayer al Pireo con propósito de orar a la diosa y ganoso al mismo tiempo de ver cómo hacían la fiesta, puesto que la celebraban por primera vez. Parecióme en verdad hermosa la procesión de los del pueblo, pero no menos lucida la que sacaron los tracios. Después de orar y gozar del espectáculo, emprendíamos la vuelta hacia la ciudad.

«¿No has oído que hay una carrera de antorchas esta noche a caballo honor de la diosa?» «A caballo?», dije yo. «Es una idea nueva. LLevarán antorchas y las pasarán a otros cuando corran a caballo, o ¿cómo piensas?» «Ésa es la manera», dijo Polemarco, “«Y, además, va a haber una fiesta nocturna que será digna de ver».